# 1111
1111 (MCXI) fue un año común comenzado en domingo del calendario juliano.

## Acontecimientos
- 1 de enero: en el calendario gregoriano la tierra cumple 1111 teniendo los cuatro dígitos iguales la última vez que sucedió esto fue en el 999 y sucederá de nuevo en enero de 2222
- 9 de febrero: en Sutri (cerca de Roma), Enrique V y el papa Pascual II, firman el Tratado de Sutri, con el que pretendían poner fin a la Querella de las Investiduras.
- 12 de febrero: fracasó la ceremonia de coronación imperial en Roma frente a la oposición de los acuerdos de Sutri. Enrique V capturó al papa Pascual II.
- 22 de febrero: Guillermo II de Apulia se convirtió en duque de Apulia y duque de Calabria a la muerte de Roger Borsa. Esta muerte, seguido de cerca por Bohemundo de Tarento, deja  a los italo-normandos indefensos contra los lombardos y germanos en el sur de Italia.
- marzo: Roberto I de Meulan ataca París; las campañas de Luis VI contra Enrique I de Inglaterra, Hugo III de Puiset (1111-1112) y el Conde de Meulan hacen que este último responda destruyendo el palacio de la ciudad de París.
- 12 de abril: Tratado de Ponte Mammolo entre el papa y el emperador. Enrique recibe las investiduras.
- 13 de abril: Enrique V es coronado como monarca del Sacro Imperio Romano Germánico.
- 6 de mayo: Entrevista de Bianello, cerca de Reggio Emilia, entre Matilde de Toscana y el emperador Enrique V.
- 14 de mayo: Embajada de Pisa a Constantinopla. En octubre de 1112, Alejo I Comneno concede un privilegio a Pisa, todo gracias a la Bula de Oro (ley declarada por un emperador bizantino).
- 24 de mayo: La comuna de Laus es destruida por las tropas milanesas.
- 17 de septiembre: Alfonso Raimúndez es coronado rey de Galicia por Diego Gelmírez en Santiago de Compostela, más tarde será el rey Alfonso VII de León.
- 5 de octubre: Roberto II de Flandes muere en batalla cerca de Meaux junto al rey y contra el conde de Blois, aliado del rey de Inglaterra. Balduino VII se convierte en conde de Flandes.
- 8 de octubre: Solemne consagración de la Catedral Notre Dame des Doms en Aviñón por el obispo Rostaing II, a la que asistieron 35 obispos reunidos en el concilio provincial.
- Otoño: Batalla de Viadangos, entre los partidarios de Alfonso I de Aragón y los de Urraca I de León.
- Batalla de Salnitsa. Gran victoria de Vladímir II Monómaco sobre los Cumanos sobre el río Don.
- Santarém y Sintra son capturadas por las tropas almorávides del general Sir ibn Abi Bakr. Los esfuerzos de los bereberes para reconquistar el terreno perdido favorece el saqueo de Coímbra. El mismo año, la ciudad había experimentado la única rebelión urbana contra su señor que tendrá lugar en Portugal.
- Silvestre IV (antipapa) renuncia al antipapado.
- Guerra Civil en Galicia (1111-1121), entre los partidarios de Alfonso VII de León y los de Urraca I de León.
- Sukman al-Kutbi, de la dinastía de los Shah-Armin de Akhlat, se hace con el dominio de Tabriz.
- Roger II de Foix restaura la Abadía de San Volusiano de Foix, que estaba en ruinas.
- El Condado de Barcelona se anexiona el Condado de Besalú (Fenollet, Vallespir, Castellnou, Perapertusa, Quéribus, Fenolleda), Ramón Berenguer III es nombrado conde de Osona.
- Balduino I de Jerusalén conquista el puerto de Sidón con la ayuda de Sigurd I de Noruega; ayuda a Tancredo de Galilea en el asedio de Shaizar, y luego asedia Tiro sin llegar a tomar la ciudad.
- Esteban de Inglaterra es enviado a Inglaterra a la corte de su tío, el rey Enrique I.
- Bohemundo II de Antioquía es nombrado príncipe de Antioquía.
- Juan IX Agapito es nombrado patriarca de Constantinopla.
- Domnall Ua Briain se convierte en Rey de las Hébridas y la Isla de Man, a petición de los habitantes de ese reino al rey de Munster para enviarles un gobernante.
- Cruzados y selyúcidas luchan en la batalla de Shaizar en Siria.
- La Academia Donglin se estableció en la dinastía Song de China.
- Los aztecas parten de Aztlán, rumbo al valle de México.
- El Sínodo de Ráth Breasail marca el paso de la iglesia irlandesa de una estructura monástica a una estructura diocesana.

## Nacimientos
- Inés de Babenberg, hija de Leopoldo III de Austria, margrave de Austria, y de Inés de Alemania, se casó con Vladislao II el Desterrado.
- Andréi Bogoliubski, príncipe de Vladímir-Súzdal
- Enrique de Blois, obispo de Winchester.
- Josceline de Bohon, líder religioso inglés.
- Enrique II de Limburgo, duque de Limburgo y conde de Arlon.
- Sanemori Saitō, samurái.

## Fallecimientos
- 22 de febrero: Roger Borsa, Duque de Apulia y Calabria.
- 3 de marzo: Bohemundo de Tarento (n. 1058), príncipe de Tarento y Antioquía.
- 17 de abril: Roberto de Molesme, santo francés, uno de los fundadores de la Orden del Císter.
- 5 de octubre: Roberto II de Flandes, Conde de Flandes.
- 7 de diciembre: Ōe no Masafusa, poeta, académico y cortesano de alta categoría japonés que vivió en la segunda mitad de la era Heian.
- 19 de diciembre: Al-Ghazali (Algazael), teólogo, jurista, filósofo, psicólogo y místico de origen persa.
- Otón II de Habsburgo, conde de Habsburgo.
- Bernardo III de Besalú, conde de Besalú.
- Nicolás III Gramático, patriarca de Constantinopla.
- Teitur Ísleifsson, caudillo medieval del clan familiar de los Haukdælir y sacerdote de Islandia.
- Cadwgan ap Bleddyn, príncipe de Powys en el este de Gales.
- Iorwerth ap Bleddyn, príncipe de Powys en el este de Gales.
- Ricardo II de Gaeta, duque de Gaeta.